# KEXP

Logo

KEXP (voorheen KCMU) is een publiek radiostation gevestigd in Seattle in de Verenigde Staten. Het station is aangesloten bij National Public Radio, een overkoepelende organisatie voor publieke radio. KEXP is gespecialiseerd in indie en andere alternatieve muziek, uitgezocht door haar dj's. De zendlicentie van de zender is in bezit van de Universiteit van Washington, die het station exploiteert in samenwerking met Paul Allens Experience Music Project.
Het merendeel van de programmering van KEXP bestaat uit een brede mix van vooral alternatieve muziek. Het station kent ook programma's gewijd aan specifieke muziekgenres, zoals rockabilly, wereldmuziek, hiphop, elektronica, punk en americana. Er treden geregeld artiesten live in de studio op.
De streaming audio van KEXP wordt gefinancierd door de Universiteit van Washington (UW). De kosten voor de muziekrechten van deze streams worden gedekt door het lidmaatschap van de NPR. De faculteit Computing and Communications van de Universiteit van Washington gebruikt het station als proeftuin voor het ontwikkelen van nieuwe internettechnologieën. Mogelijk als enige station ter wereld zenden ze via het internet op cd-kwaliteit uit (1400 kbps). In 2004 won KEXP een Webby Award voor beste radiowebsite.
KEXP wordt uitgezonden op 90.3 FM in de omgeving van Seattle; wereldwijd op internet door middel van streaming audio en via satelliet.